# Simonne Michel Azaïs
Simonne Michel Azaïs, née en 1919 et décédée en 2012, est une poétesse française féministe connue pour sa littérature notamment érotique.

## Son parcours

### Ses thématiques de prédilection
Simonne Azaïs est essentiellement connue pour son recueil Poèmes interdits en 1953. Elle est considérée comme une autrice dans la lignée de Louise Labé.
C'est une poétesse engagée. Elle publie des recueils de poèmes sans tabou, hardis, portant sur son expérience personnelle[Lesquels ?]. Elle y aborde le thème du désir, du corps, de la sexualité, que ce soit celui des femmes, des hommes, hétérosexuel ou homosexuel, de celui qui donne ou qui reçoit. Ses poèmes sont souvent décrits comme érotiques, de « fièvre saphique » (Jean Rousselot) avec une tendance sadomasochiste. 
Sabine Huet, fondatrice du blog Les Introuvables lesbiens, est celle qui fait redécouvrir l'autrice et la « sort de l'oubli » en 2019. Elle la décrit comme « une joyeuse fêtarde ouverte à la vie » dont les textes sont empreints d'interdits et érotisme. Elle décrit ainsi son style : « Azaïs ne se situe pas dans le lesbien pur jus, elle se revendique très bi même. Vu depuis le XXe siècle, elle frôle parfois le queer, se mettant dans la peau des hommes. N'a pas peur du sado maso, du freaks... Bref un “cabinet des curiosités” version XXe siècle en 2019. »

### Publiée sous le manteau
Les textes sont interdits face au puritanisme de l'époque. En 2018[réf. nécessaire], elle est publiée « sous le manteau » par des systèmes de communication alternatifs des librairies, notamment au 56 rue Bonaparte à Paris. Dans le cas du recueil Rime à quoi en 1965, il est imprimé à 200 exemplaires sur vélin d'Arches, 600 exemplaires en un lieu inconnu et 200 exemplaires sont déclarés H.C. « hors commerce ».
Dans les années 1950, elle est reconnue par le poète, romancier et critique français André Salmon (1881-1969), qu'elle appelle son « maître » intellectuel, qui préface deux de ses recueils (il préface Guillaume Apollinaire à la même époque). En effet, il avait écrit sur « L'érotisme dans l'art contemporain » en 1932.
La revue Combat en fait le pendant féminin des poèmes d'amour de Paul Éluard.
Elle fait partie des autrices du passé oubliées, sûrement en partie en raison des thématiques abordées. L'artiste Diglee dans son travail de rassemblement de ses poèmes évoque la difficulté de trouver aujourd'hui des informations à son sujet : « Je n'ai trouvé aucune source biographique »

### Extrait de «Chant d'amour» (recueilPoèmes interdits)
Que nos cuisses enlacées

L’odeur de nos corps sans honte

Nos bouches infatiguées

Et nos sexes qui s’affrontent.

## Œuvres

### Recueils de poèmes
- Au soleil des abysses, Paris, éd. Saint-Germain-des-Prés, 1971, 75p[10]
- Rime à quoi, impr. Grou-Radenez, 1965, ill. de Madeleine Scellier (1913-1998)[11], 86p[12], 1000 exemplaires, 13,5 x 19 x 1cm
- Chant profanes, Rythmes sacrés, éd. José Millas-Martin, décembre 1957, 300 exemplaires, ill. et frontispice de Madeleine Scellier
- Poème, Ed. du Cœur volant, Chambéry, 1957, 6p[13], préface André Salmon
- Figures : poèmes, Chambéry, Imprimeries réunies, décembre 1955, ill. Madeleine Scellier[14],[15], 350 exemples
- De pollen en poussière, 1954
- Poèmes interdits, Paris, La Goëlette, 1953, préface d'André Salmon, ill. de Madeleine Scellier[16], 22 poèmes
- Moments, Paris, La Goëlette, 1953, préface d'André Salmon[17]
- Poëmes, Paris, R. Lacoste, 1950, préface d'André Salmon, ill. d'Othon Friesz (1879-1949) (8 dessins), 55p[18]

### Revue de poésie
- Vagabondages, Revue de poésie (1978-1990), n°63 « Feuilles, plumes et lauriers », Paris, Editions Atelier Marcel Jullian, dir. Marcel Jullian, avril-juin 1986, 120p[19]

### Recueils pour enfant
Sous le nom de Simonne Michel, elle écrit également 2 ouvrages de littérature jeunesse :
- Les neuf lutins de la montagne, ou La légende des ondes, Paris, Éditions Opéra (impr. de J. Mersch), ill. de Lilian Gourary, 1945, 30p[20]
- La Légende du rossignol, Paris, Les Heures claires (impr. de E. Desfossés), ill. de Line Touchet, 1946, 42p[21]

### Autres écrits
Elle a aussi rédigé le numéro spécial n°27 « Parisiennes en liberté » de la Revue Enquêtes, de 68 pages, aux éditions V. de Valence en août 1954.